# Me ne frego!
Me ne frego! è un film documentario del 2014 scritto e diretto da Vanni Gandolfo.
Il documentario, prodotto e distribuito dall'Istituto Luce Cinecittà, è nato da un'idea di Valeria della Valle.

## Trama
La linguista Valeria della Valle e il regista Vanni Gandolfo  narrano la storia linguistica dell'Italia fascista, documentando attraverso i filmati dell'Archivio Luce la campagna contro i dialetti; la repressione delle minoranze linguistiche; la sostituzione del pronome voi al pronome allocutivo lei. Il documentario descrive la storia poco conosciuta di un esperimento destinato a fallire. Il documentario analizza le parole del duce, l'indottrinamento dell'infanzia, la repressione di tutto ciò che era diverso rispetto all'ideale dell'”italiano nuovo” che doveva adeguarsi al dogma di “credere, obbedire, combattere". Il documentario  è stato presentato nello “Spazio Luce” del Festival del cinema di Venezia 2014.